# Marin Čilić
Marin Čilić, född 28 september 1988 i Međugorje i Jugoslavien, är en kroatisk högerhänt professionell tennisspelare. Čilić tränas av Ivan Cinkuš (tidigare Jonas Björkman, Goran Ivanišević och Bob Brett).

## Tenniskarriären
Čilić nådde i januari 2010 semifinal i Australian Open.
Čilić  vann US Open 2014 där han i finalen besegrade japanen Kei Nishikori i 3 raka set.

## ATP-titlar

### Singel (9)
- 2014 -US Open

- 2013 - Zagreb
- 2012 - Umag, London
- 2011 - St. Petersburg Open
- 2010 - Zagreb
- 2010 - Chennai
- 2009 - Chennai
- 2009 - Zagreb
- 2008 - New Haven